# Форд Филд
«Форд Филд» (англ. Ford Field) — футбольный крытый стадион, расположенный в Детройте, Мичиган, США. Является домашней ареной для «Детройт Лайонс» (НФЛ). Вместительность от 65 000 до 80 000 человек в зависимости от соревнования. Право на название было выкуплено «Фордом» за 40 млн долларов США на 20 лет.
«Форд Филд» был открыт в апреле 2002 года, а цена строительства составила 430 млн долларов США и финансировался в основном из общественных денег и денег, полученных от продажи прав на название.
1 апреля 2007 года на арене проходила WWE Рестлмания 23. Это событие посетило 80 103 человека.
5 февраля 2006 года в «Форд Филд» проходил Супербоул XL в котором «Питтсбург Стилерз» победил «Сиэтл Сихокс» 21:10 и завоевал свой пятый Супербоул.
«Форд Филд» один из немногих стадионов в НФЛ, в которых очковые зоны расположены на востоке и западе. Кроме него, подобное расположение игрового поля у стадионов «Сан Лайф стадиум», «Джорджиа Дом» и «Кливленд Браунс стадиум».